# Glodeni, Mureș
Glodeni là một xã thuộc hạt Mureș, România. Dân số thời điểm năm 2002 là 3778 người.